# Albrechtická vrchovina
Albrechtická vrchovina je geomorfologický okrsek Jizerské hornatiny nacházející se v její západní části. Vrchovina má podobu široké rozvodní hrásťového hřbetu, jenž se směrem k západu snižuje. Celý okrsek zabírá plochu o výměře 33,38 km².

## Geologie
Vrchovina je tvořena spodnopaleozoickými či proterozoickými ortorulami, dále granity a rulami. Občas lze nalézt též metadroby, popřípadě sericistické fylity, výjimečně pak miocenní vulkanity. Na širokých plochách ve vrcholových partiích hřbetu v oblasti vymezené Hrádeckou pánví a Frýdlantskou pahorkatinou lze nalézt pozůstatky po snížené holorovině spolu s plochou elevací a suky.

## Vrcholy
Nejvyšším bodem je Kančí vrch, dosahující nadmořské výšky 679,9 metru. K dalším významným je možné přiřadit Pšeničkův kopec (463 m n. m.), Kameniště (608 m n. m.), Lysý vrch (642,8 m n. m.) nebo Výhledy (569,1 m n. m.).

## Flora a fauna
Západní část je zalesněna pouze mírně. Východní partie naopak zalesněné jsou. Převládají zde smrčiny s příměsí buku, dubu či modřínu. Zbylá místa vyplňují pole nebo travnaté louky. Za zvěře se zde vyskytují jeleni.

## Ochrana přírody
Východní část Albrechtické vrchoviny je součástí Chráněné krajinné oblasti (CHKO) Jizerské hory.
| Geomorfologické členění Jizerských hor                                               | Geomorfologické členění Jizerských hor | Geomorfologické členění Jizerských hor                                                                                 |
| ------------------------------------------------------------------------------------ | -------------------------------------- | --- |
| ČESKÁ VYSOČINA • Krkonošsko-jesenická subprovincie • Krkonošská oblast               |                                        | |
| SMRČSKÁ HORNATINA                                                                    | Vysoký jizerský hřbet                  | Vlašský hřeben (Smrk, 1124 m)Libverdská vrchovina (Měděnec, 777 m)                                                     |
| JIZERSKÁ HORNATINA                                                                   | Smědavská hornatina                    | nečlení se (Jizera, 1122 m)                                                                                            |
| JIZERSKÁ HORNATINA                                                                   | Soušská hornatina                      | Střední jizerský hřeben (Věžní skály, 1018 m)Zámecký hřbet (Černý vrch, 1029 m)Milířská vrchovina (Milíře, 1002 m)     |
| JIZERSKÁ HORNATINA                                                                   | Polednická hornatina                   | Kristiánovská hornatina (Dlouhá seč, 967 m) Olivetská hornatina (Olivetská hora, 886 m)                                |
| JIZERSKÁ HORNATINA                                                                   | Bedřichovská vrchovina                 | Antonínovská vrchovina (Mariánská hora, 874 m) Rudolfovská vrchovina (Maliník, 827 m)                                  |
| JIZERSKÁ HORNATINA                                                                   | Tanvaldská vrchovina                   | Desenská vrchovina (Desenský hřeben, 908 m) Lučanská vrchovina (Špičák, 812 m) Loučenská vrchovina (Dračí vrch, 676 m) |
| JIZERSKÁ HORNATINA                                                                   | Oldřichovská vrchovina                 | nečlení se (Špičák, 724 m)                                                                                             |
| JIZERSKÁ HORNATINA                                                                   | Černostudnická hornatina               | Černostudnický hřbet (Černá studnice, 872 m) Příchovický hřbet (bezejmenný, 799 m)                                     |
| JIZERSKÁ HORNATINA                                                                   | Maršovická vrchovina                   | nečlení se (Maršovický vrch, 743 m)                                                                                    |
| JIZERSKÁ HORNATINA                                                                   | Albrechtická vrchovina                 | nečlení se (Kančí vrch, 680 m)                                                                                         |
| PROVINCIE • Subprovincie • Oblast / Celek / PODCELEK • Okrsek • Podokrsek • (vrchol) |                                        | |